# SIM lock
SIM lock, nel campo della telefonia mobile indica una funzione di blocco selettivo e automatico di una Carta SIM.
Essa limita l'utilizzo di un telefono cellulare alla sola SIM abbinata al momento dell'acquisto dello stesso apparecchio, non permettendo l'utilizzo di nessun'altra SIM inserita.

## Funzionamento
Questo blocco prevede generalmente una restrizione di rete che permette l'accesso alla rete dell'operatore solo con la coppia IMEI/ICCID prevista e consentendo quindi l'utilizzo del telefonino con quella sola SIM card.

## Situazione in Italia
In Italia, solo 3 Italia prevedeva questo tipo di limitazione sui Videofonini/Tivufonini, permettendo la vendita a prezzi fortemente ribassati. Il periodo di blocco massimo è stato fissato dall'Agcom a 18 mesi.